# Здание Екатерининского института
Зда́ние Екатери́нинского институ́та — памятник архитектуры. Расположен в Санкт-Петербурге, современный адрес дома — набережная реки Фонтанки, 36.

## Предыстория
Изначально на участке находился двор морского унтер-лейтенанта Никиты Желябужского с деревянным домом на три комнаты, обшитым досками, баней, амбаром конюшней, и тротуаром. Казна изъяла участок за 60 рублей.
В 1723 году взамен сломанного дома по проекту М. Г. Земцова был построен для Анны Петровны (или для Екатерины Алексеевны) Итальянский дворец, к которому прилегал сад, длившийся до современной улицы Восстания. В 1796 году здание было передано военно-сиротскому дому, а через четыре года — Екатерининскому институту, но из-за ветхости было решено снести его и построить новое. Некоторое время перед сносом здание использовалось как амбар для стекла и зёрен.

## История
Современное здание было построено (или перестроено) в 1803—1807 годах по проекту Джакомо Кваренги (исполнитель — А. Бернардацци).
Здание прямоугольное в плане, длинной стороной расположено вдоль Фонтанки. Главный корпус трёхэтажный, с севера и с юга к нему изначально примыкали два здания пониже. Центральная часть подчёркнута восьмью трёхчетвертными колоннами с широким фронтоном, подъезд укрыт аркадой, к нему ведут два пандуса.
С 1823—1825 годах под руководством Д. Квадри к зданию было пристроено два флигеля по три этажа. Внутренняя планировка была простой, в центре здания был расположен парадный вестибюль, который соединялся с широким коридором, по бокам от которого располагались классы. На одной оси с вестибюлем была лестница наверх. В пристроенном левом флигеле находился большой двусветный зал, украшенный коринфскими деревянными оштукатуренными колоннами (зал пострадал во время Великой Отечественной войны, но был восстановлен) — в нём была размещена церковь, освящённая во имя Святой Екатерины 1 июня 1801 года. В 1837—1839 годах в церкви был сделан алтарь по проекту П. С. Плавова, построены хоры и своды, после чего храм повторно освятили. В 1845 году церковь сделали орденской. В 1895 году на крыше построили звонницу (арх. И. В. Вольф) с семью колоколами. В 1920 году церковь закрыли, в 1923 году в ней разместили мебельный склад, на 2020-е годы в ней находится концертный зал библиотеки. В правом флигеле с 1930-х годов размещалась Детская поликлиника № 2.
В начале XX века при обсуждении планов по созданию дублёра Невского проспекта рассматривалась идея сноса здания.
До Великой Отечественной войны в здании была школа, во время — госпиталь. С 1950 года в здание переведены некоторые отделы Публичной библиотеки. В 1970—1980-е годы в здании состоялся капитальный ремонт и реставрация.